# Grottes de São Bartolomeu
Les grottes de São Bartolomeu est un site classé. Elles sont situées dans la paroisse civile de São Bartolomeu dos Galegos, dans la municipalité de Lourinhã, au Portugal.